# جوسان نيكولاي
جوسان نيكولاي (بالرومانية: Nicolae Josan)‏ (18 سبتمبر 1983 في مولدوفا - ) هو لاعب كرة قدم مولدوفي في مركز الوسط. شارك مع منتخب مولدوفا لكرة القدم. أما مع النوادي، فقد لعب مع أنجي محج قلعة ونادي تيراسبول ونادي داسيا كيشيناو ونادي زاريا بالتي ونادي شريف تيراسبول ونادي فيريس كيشيناو وFC KAMAZ Naberezhnye Chelny ‏ وسخالين يوجنو ساخالينسك ‏ وFC Iskra-Stal ‏.

## وصلات خارجية
- جوسان نيكولاي على موقع الاتحاد الأوربي (الإنجليزية)
- جوسان نيكولاي على موقع قاعدة بيانات كرة القدم.إي يو (الإنجليزية)
- جوسان نيكولاي على موقع ناشيونال فوتبول تيمز (الإنجليزية)
- جوسان نيكولاي على موقع Soccerway.com (الإنجليزية)